# Chlaenius purpureus
Chlaenius purpureus är en skalbaggsart som beskrevs av Maximilien de Chaudoir. Chlaenius purpureus ingår i släktet Chlaenius och familjen jordlöpare. Inga underarter finns listade i Catalogue of Life.